# 社教短片
社教短片（英語：Social guidance film）是一类对儿童和成人进行行为指导的教育影片。起源于美国政府在二战期间拍摄的“习惯养成影片”。1940年代末至1970年代，美国的中小学课堂经常播放这类影片。影片内容涵盖礼貌、语法、社交礼仪、个人健康、身体发育、健身、道德责任、性知识、儿童保护、爱国思想、种族或社会偏见、青少年犯罪、毒品以及驾驶安全等。面向成人的题材有婚姻、商业礼仪、安全知识、家庭经济学、职业规划和理财知识等。

## 历史
常见的几家社教短片拍摄厂商有皇冠指导影片、先创公司和福特汽车公司、大英百科全书、麦格劳-希尔集团等。有许多影片是由独立制作人拍摄的，最著名的是多产的制作人希德·戴维斯。这些影片中少有名人出现，且仅有屈指可数的几部是由迪士尼公司和华纳兄弟这类好莱坞制片厂拍摄的。若干少见的影片是由通用汽车这类大公司赞助的。肯·史密斯在他1999年所著《心理卫生：1945年至1970年的教室电影》（Mental Hygiene: Classroom Films 1945 - 1970）中估算这类影片约有三千部。
许多影片仅仅是为观众提供指导，如1941年《姿势和运动》、1949年《姿势和性格》以及1952年的《卧倒并掩护》。但另有一些影片是意在引出课堂讨论的话题，如1956年《酗酒是什么》、1959年《偏见是什么》等。有一些则是展示告诫观众的故事，如1959年《30秒信号》、1961年《无辜的诱惑》、1967年《禁毒：绝望的深渊》等。
虽然有些影片按今天的标准看来偏向保守主义，但肯·史密斯认为当年这些影片绝非保守派所拍摄，而是当时最为自由主义和开明的一些人拍摄的。

## 示例
- 《男孩们小心（英语：Boys Beware）！》
- 《女孩们小心！》 (Girls Beware)
- 《危险的陌生人》(Dangerous Stranger)